# Selenops banksi
Pour les articles homonymes, voir Banksi.
Espèce
Synonymes
- Selenops kikay Corronca, 1996

Selenops banksi est une espèce d'araignées aranéomorphes de la famille des Selenopidae.

## Distribution
Cette espèce se rencontre au Panama, au Guyana, au Brésil, au Pérou et en Équateur.

## Description
Le mâle décrit par Crews en 2011 mesure 7,55 mm.

## Étymologie
Cette espèce est nommée en l'honneur de Nathan Banks.

## Publication originale
- Muma, 1953 : « A study of the spider family Selenopidae in North America, Central America, and the West Indies. » American Museum novitates, no 1619, p. 1-55 (texte intégral).